# Evan Thompson
Evan Thompson er en filosof fra Canada, der arbejder med fænomenologi og kognitionsvidenskab.

## Liv
Som barn blev Thompson undervist hjemme på Lindisfarne Association, tænketank og retreat grundlagt af hans far, William Irwin Thompson. I 1977 mødte Thompson Francisco Varela (fænomenolog fra Chile), på en konference på Lindisfarne organiseret af hans far og Gregory Bateson. I 1983 fik Thompson en A.B. i Asian Studies på Amherst College, og i 1990 en Ph.D i filosofi på University of Toronto.

## Karriere
Thompson har været ansat på University of Toronto, Concordia University, Boston University, og York University. På York University var Thompson også medlem af Centre for Vision Research. Thompson har været gæsteforelæser på Center for Subjektivitetsforskning i København, og på University of Colorado, Boulder. Han arbejdede sammen med Francisco Varela på CREA (Centre de Recherche en Epistemologie Appliquée) ved Ecole Polytechnique i Paris. I denne tid skrev Thompson, Varela og Eleanor Rosch The Embodied Mind: Cognitive Science and Human Experience, som introducerede enaktivisme til kognitionsvidenskaben. enactivism. Thompson bog, Mind in Life: Biology, Phenomenology, and the Sciences of Mind, fremstiller tesen af kontinuitet mellem liv som sådan og kognitivitet. Hans bog fra 2014 "Waking, Dreaming, Being: Self and Consciousness in Neuroscience, Meditation, and Philosophy" undersøger drømme ud fra filosofi og kognitionsvidenskab. I 2020 udgav Thompson Why I Am Not A Buddhist, der kritiserer hvad han kalder den Buddhistiske undtagelse, "the belief that Buddhism is superior to other religions...or that Buddhism isn't really a religion but rather is a kind of 'mind science,' therapy, philosophy, or a way of life based on meditation."

## Værker
- Francisco Varela, Evan Thompson, and Eleanor Rosch, The Embodied Mind: Cognitive Science and Human Experience. MIT Press, 1991.
- Colour Vision: A Study in Cognitive Science and the Philosophy of Perception Routledge Press, 1995
- Between Ourselves: Second Person Issues in the Study of Consciousness. Imprint Academic, 2001. Published also as a special triple issue of the Journal of Consciousness Studies
- Alva Noe and Evan Thompson, eds., Vision and Mind: Selected Readings in the Philosophy of Perception. MIT Press, 2002.
- The Problem of Consciousness: New Essays in Phenomenological Philosophy of Mind. Canadian Journal of Philosophy, Supplementary Volume 29: 2003. University of Alberta Press
- Giovanna Colombetti and Evan Thompson, eds., Emotion Experience. Imprint Academic, 2005. Published also as a special triple issue of the Journal of Consciousness Studies
- The Cambridge Handbook of Consciousness. Edited by Philip David Zelazo, Morris Moscovitch, Evan Thompson, May 2007 Cambridge University Press: Cambridge Handbooks in Psychology series, ISBN 978-0-521-67412-6
- Mind in Life: Biology, Phenomenology, and the Sciences of Mind. Harvard University Press, 2010, ISBN 978-0-674-05751-7
- Waking, Dreaming, Being: Self and Consciousness in Neuroscience, Meditation, and Philosophy. Columbia University Press, 2014, ISBN 978-0-231-13709-6
- Why I am Not a Buddhist Yale University Press, 2020 ISBN 978-0-300-22655-3

## See also
- Waking Up: A Guide to Spirituality Without Religion by Sam Harris
- Why Buddhism is True by Robert Wright.

- Secular Buddhism

## External links
- Thompson's website

Skabelon:Buddhism topics Skabelon:Modern Buddhist writers